# クラクフ・アリーナ
クラクフ・アリーナ（Kraków Arena、命名権名義ではTauron Arena Kraków）は、ポーランド・クラクフに所在する多目的アリーナ。2014年に開催された世界バレー男子と2015年に開催のIIHFアイスホッケー世界選手権ディビジョンIグループA、16年のEHF EURO 2016の会場でもある。

## 概要
タウロン・アリーナ・クラクフと呼ばれている施設は、最大22,800名が収容可能。外観にはポーランド最大のLED照明の演出が可能であり、スタジアム全体を演出している。